# Diuris venosa
Diuris venosa är en orkidéart som beskrevs av Herman Montague Rucker Rupp. Diuris venosa ingår i släktet Diuris och familjen orkidéer. Inga underarter finns listade i Catalogue of Life.